# Målasjön (Asa socken, Småland)
Målasjön är en sjö i Växjö kommun i Småland och ingår i Mörrumsåns huvudavrinningsområde.